# Ewa Bilska-Zając
Ewa Bilska-Zając – polska lekarz weterynarii, doktor habilitowany nauk weterynaryjnych, adiunkt w Państwowym Instytucie Weterynaryjnym – Państwowym Instytucie Badawczym.

## Kariera naukowa
W 2009 roku na Uniwersytecie Przyrodniczym w Lublinie uzyskała tytuł lekarza weterynarii. W tym samym roku została zatrudniona w Państwowym Instytucie Weterynaryjnym – Państwowym Instytucie Badawczym, gdzie w 2019 roku uzyskała stopień doktora nauk weterynaryjnych na podstawie rozprawy pt. Analiza struktury genetycznej nicieni z rodzaju Trichinella występujących w Polsce i jej zastosowanie w dochodzeniach epidemiologicznych, której promotorem był Tomasz Cencek. W 2023 roku ten sam instytut nadał jej stopień doktora habilitowanego nauk weterynaryjnych w dyscyplinie weterynarii na podstawie pracy pt. Epidemiologia molekularna Trichinella spiralis – rozpoznanie zmienności genetycznej populacji i śledzenie transmisji pasożyta w ogniskach włośnicy.